# Și va fi
Și va fi este un film românesc din 1991 regizat de Valeriu Jereghi. Rolurile principale au fost interpretate de actorii Maria Ploae, Daniel Ionescu.

## Prezentare
Este o poveste simbolică și suprarealistă despre urmările unei catastrofe globale, în care un băiat, o femeie și o vacă par a fi singurii supraviețuitori, cu excepția celui care îi urmărește amenințător într-un tanc.

## Distribuție
Distribuția filmului este alcătuită din:
- Maria Ploae
- Daniel Ionescu